# Polidaktilia

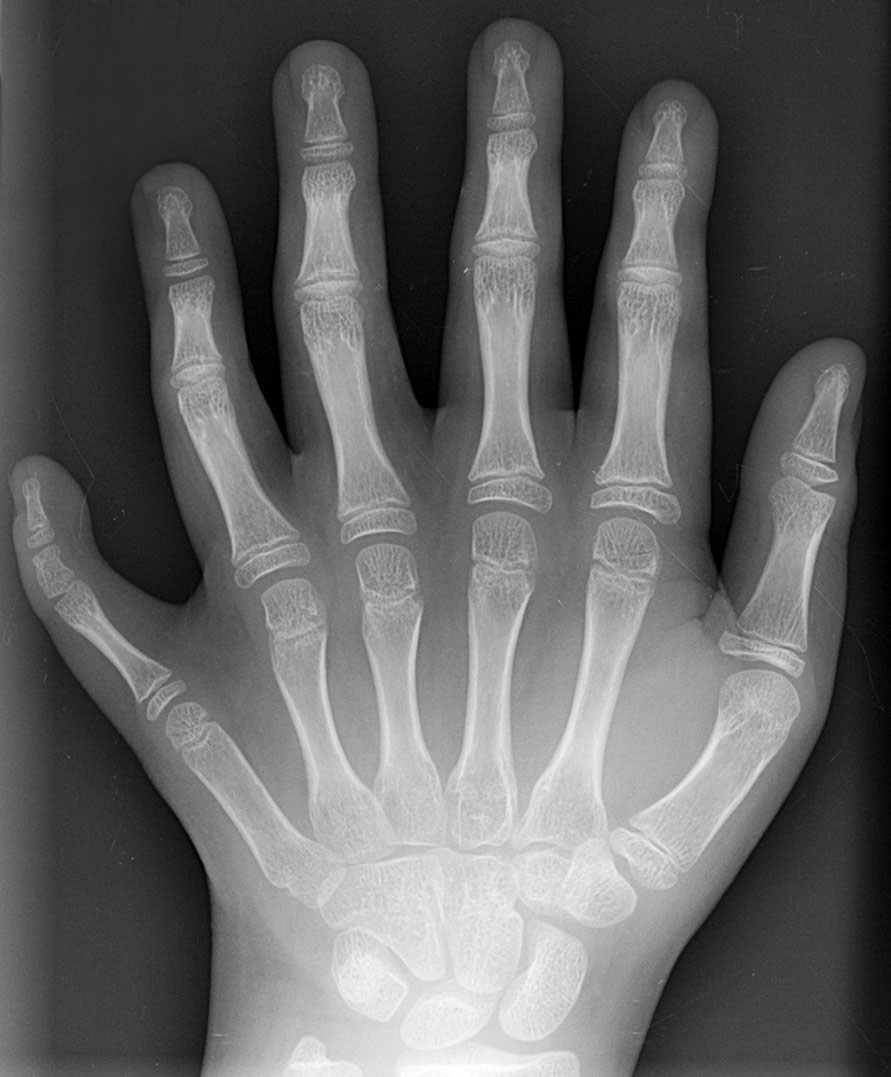

A polidaktilia (sokujjúság) a fejlődési rendellenességek között az ujjrendellenességek egyike. Leggyakrabban hatujjúságában nyilvánul meg, főleg a kéz kisujji oldalán jelentkező ujjtöbblet formájában.
A hatujjúság e típusának két formája ismert. A súlyosabb megnyilvánulásakor szinte egy teljes hatodik ujj látható, mely az összes csontot magában foglalja. Az enyhébben a csökevényes hatodik ujj lényegében csak bőrnövedéknek számít. 
Leggyakoribb a hatujjúság alakjában, midőn a hüvelyk vagy a kisujj mellett egy-egy számfeletti ujjat találunk; olykor a középső ujj hasad meg. Sokszor szimmetrikusan jelentkezik mindkét kézen, vagy mindkét lábon. A sokujjúság örökölhető, ismeretesek családok, melyeknek összes tagja polidaktiliás.
A kétoldali sokujjúság többsége öröklődik, méghozzá dominánsan, ami azt jelenti, hogy a valamelyik szülőben előforduló sokujjúság a gyermekek felében várható.

## Híres polidaktiliások
- Ady Endre, hat ujjal született, de egyet gyerekkorában eltávolítottak. A költő később kiválasztottsága jeleként értelmezte (az ősmagyar hit szerint a táltos születik több csonttal, például hat ujjal).